# 马文·盖伊 (歌曲)
〈马文·盖伊〉（英語："Marvin Gaye"）是美国歌手查理·普斯的首张单曲，客串歌手、词曲作者梅根·崔娜，收录于他的第三张迷你专辑《某种类型的爱》（2015）和首张录音室专辑《天馬行空》（2016）。查理·普斯与朱莉·弗罗斯特、雅各布·鲁特雷尔和尼克·西利合著并制作了这首歌。艺术家伙伴公司于2015年2月10日将其以单曲形式发行。这首嘟·喔普靈魂樂以歌手马文·盖伊的名字命名，他的名字在歌词中被当作动词来使用。
〈马文·盖伊〉收到了一些负面乐评，他们批评其歌词徒有虚名，但也有些乐评对梅根·特雷纳的参与表示赞赏。这首歌在法国、爱尔兰、以色列、新西兰、苏格兰和英国的排行榜上位居榜首。馬克·克拉斯弗爾德执导了其音樂錄影帶，该视频于2015年4月1日发行。查理·普斯曾在《今日秀》和2015年全美音乐奖上演唱〈马文·盖伊〉。音乐录影带和后期表演均以二人接吻结束。这首歌出现在梅根·特雷纳的M特雷纳巡回演唱会(2015)和查理·普斯的语音便笺巡回演唱会(2018)的演出清单上。

## 背景与发行
查理·普斯的音乐生涯开始于YouTube视频分享网站，后签约艾倫·狄珍妮的唱片公司eleveneleven。他与朱莉·弗罗斯特、雅各布·鲁特雷尔和尼克·西利一起合作谱写了〈马文·盖伊〉这首歌，当查理·普斯坐在卡汉加大道的一家咖啡馆里时，他“一边用脚踏地打拍子，一边拍手打拍子”，就这样创作出了这首歌的鼓点部分。随后，他在一次聚会上结识了梅根·崔娜，两个人互相交流了音乐。听到这首歌时，梅根·特雷纳就觉得它很适合两个人一起合唱，并要求参与其中。查理·普斯回忆道，她在一天之内就熟悉了整首歌曲，两个人一次性就完成了这首歌曲录制。2015年1月在YouTube视频中，两人宣布合作，梅根·特雷纳称这首歌是“令人惊叹的”，并表示这会是她首支未参与写作的发行曲。因此，这首歌也成为了一个契机，后来，查理·普斯还参与了梅根·特雷纳的单曲〈亲爱的未来丈夫〉音樂錄影帶的录制，随后还在2015年成为她第二次巡回演唱会《M特雷纳巡回演唱会》的开场暖场嘉宾。
艺术家伙伴公司于2015年2月10日发行了查理·普斯的第三张迷你专辑《某种类型的爱》（2015）的主打单曲〈马文·盖伊〉。華納音樂集團于2015年7月10日在意大利的當代流行電台播放了这首歌，艺术家伙伴公司则于7月20日在英国播放。2015年8月28日发行了混音迷你专辑进行宣传，混音版本分别客串了DJ奎，卡希尔乐队，勃姆和10K岛屿。大西洋唱片于2015年9月18日发行了〈马文·盖伊〉的CD單曲，其中还有客串了威尔的的另一版作为其附加曲目。这首歌还收录在查理·普斯的首张录音室专辑《天馬行空》中，而威尔版和勃姆混音版则收录在其日语版中。

## 词曲
〈马文·盖伊〉的灵感来自摩城唱片，歌曲复古的声音让人联想到梅根·特雷纳的首张大型唱片公司专辑《招牌金曲》（2015）()。这首嘟·喔普歌曲在歌词中引用了多个灵魂乐经典元素，并把灵魂乐歌手马文·盖伊的名字写进歌词，作为动词使用 。在梅根·特雷纳演唱的一节中，有一段“低音电吉他轰鸣”的独奏，其现代化的回旋灵魂乐声被拿来与她的歌曲〈棉花糖女孩〉（2014）作比较。查理·普斯将这段独奏描述为“伴有808鼓机的陷阱音樂”，这也是他将“摩城的灵魂乐在2015年该有的感觉”展现出来的尝试。Pitchfork音乐网站的贾·托伦蒂诺评论说，〈马文·盖伊〉证明了查理·普斯“为这些复古潮流而存在：嘟·喔普节奏，短袜跳旋律，手指轻扣（和）琶音化的钢琴弹唱”。

查理·普斯将〈马文·盖伊〉形容为“破冰音乐”，他写这首歌是为了帮助“想在酒吧里搭讪女孩的男生”，并指出当听到这首歌的时候，两个人是很难“不去讨论”它的。他将马文·盖伊作为一种影响力来命名这首歌， 他把其写进歌词中是为了唤起“每个人都能感受到的感觉”，并进一步阐述了这一点：
因为我是一个害羞的人，所以我不能只是走近女孩，然后说：“哦，请告诉我你的电话！”这就是这首歌作为音乐破冰者出现的时候。如果你是在收音机或酒吧里听到的，你就可以说：“嘿！让我们来听一首马文·盖伊的歌然后交谈起来吧”。

## 乐评
〈马文·盖伊〉收到了总体负面的乐评。Idolator网站的瑞安·凯里马奥尼说，这首歌“比炎热和沉重的东西更能败坏情绪”，而且“丝毫不值得如此巨大的成功”。同一网站的迈克·瓦斯形容这首歌是一首“流畅的曲子”，副歌部分“朗朗上口”，并称这首歌“非常适合”梅根·特雷纳。《公告牌》杂志的伊莱亚斯·莱特给它打出了二星的评分（总分五星），并且写道，尽管梅根·特雷纳“给查理·普斯带来了一些她嘟·喔普的招摇劲儿”，但这首歌“更像是在讲学术练习，而非企图搭讪” 。克里斯·德维尔在《Stereogum》杂志上写道，歌词“让我们来听一首马文·盖伊的歌然后交谈起来吧”立刻“使（这首歌）失去了接受赞美的资格”，这个噱头“太过分和张扬”，让人无法欣赏这种聪明的词曲，他称之为“音乐狡黠”。《娱乐周刊》的麦迪逊·梵称这首歌是“不可逃避和令人恼火的”。
《觀察家報》的迈克尔·克拉格称〈马文·盖伊〉为“极度尴尬的”，并指出，从这首歌中能看出查理·普斯将自己看成是男版的梅根·特雷纳。斯蒂芬·托马斯·埃里温在AllMusic网站上写道，这首歌“表明歌者既未听过马文·盖伊的歌，也没听过摩城唱片的歌，却是十分喜欢〈欢乐合唱团〉”，并将这首歌作为合唱的典范，其中查理·普斯扮演了“一个配角，愉快地把聚光灯让给了另一个魅力远胜于他的演员”。《Spin》杂志的杰森·古贝尔说，它是“一首低温的颂歌，却有着高热的激情，就像百老汇复兴演出一样激动人心，是自碧昂絲的歌曲〈分割〉（2013）以来，当代流行乐中最令人不确定的名词动用尝试之一。
〈马文·盖伊〉跻身2015年最烂歌曲榜的榜首。《時代雜誌》称其合唱的第一句是如此“令人尴尬不安”，不禁让他们疑惑“为什么盖伊庄园除了以玷污遗产为由起诉歌曲〈模糊界线〉之外，还不一并起诉这两个人，反而称梅根·特雷纳补救了损失。这首歌也出现在Jezebel网站上，托伦蒂诺称这像是“来到了第九層地狱”，并将其与她小时候参加的基督教音乐剧做比较。Gigwise网站也提到了〈马文·盖伊〉，亚历山德拉·波拉德阐述了它“令人恼火地朗朗上口——但它甚至不悦耳好记”，并继续说，这是一个“非常愚蠢的文字游戏”

## 榜单表现

### 北美
在美国地区，〈马文·盖伊〉在2015年7月4日发行的《公告牌》百强单曲榜上排名第87位。在2015年10月10日攀升至第21位，达到其排名峰点。在2015年度《公告牌》百强单曲榜中排名第75位，并于2019年3月19日获得美国唱片工业协会的三白金认证。在加拿大地区，〈马文·盖伊〉在2015年6月27日发行的加拿大百强单曲榜中排名第92位。在2015年10月10日攀升至第31位，达到其排名峰点。 该单曲在2015年度加拿大百强单曲中排名第78位，并获得加拿大音乐协会的三白金认证。墨西哥地区，歌曲排名峰点为第32位。

### 大洋洲和欧洲
〈马文·盖伊〉于2015年4月5日在澳大利亚唱片业协会榜首周排名第41位，并于2015年5月24日达到第4位。 这首歌获得了澳大利亚唱片业协会的双白金认证，是该国2015年度表现最佳的第38首单曲。 它于2015年5月4日在新西兰官方音乐榜首周排名第37位。在2015年6月15日攀升至第一，并在两周后再次回到了榜首。这首歌获得了新西兰唱片音乐协会的白金认证，并在其年终排行榜上排名第17位。 
〈马文·盖伊〉于2015年8月7日在英國單曲排行榜首周排名第90位，第二周攀升至第一位。 这首歌获得了英国唱片业协会的白金认证，并且在该国2015年度排名第34位。 它于2015年7月17日在爱尔兰单曲榜上排名第97位。在2015年8月14日攀升至第一。 这首歌于2015年8月14日在苏格兰单曲与专辑排行榜上排名第一。在法国百强畅销单曲也夺得榜首。 

## 音乐录影带
马克·克拉斯菲尔德导演了〈马文·盖伊〉的音乐录影带，该视频在2015年4月1日发行。 查理·普斯在总结视频概念时说，他“想制作的视频是讲述他理想高中的样子——伴随着一段舞蹈，人们在地板上亲热，再加上奶油和草莓”。视频镜头开始先对准无聊的学生，他们头靠在墙上睡觉，然后查理·普斯出现并开始播放这首歌。所有的学生开始合唱。接着梅根·特雷纳边唱边登上舞台，和查理·普斯一起唱歌。视频以他们两个即将接吻为结尾。
梅根·特雷纳后来在接受MTV新闻采访时透露，她实际上亲吻了查理·普斯“很多次”，但感觉“很尴尬”，因为现场有40个人，而且查理·普斯的父母也在休息室里。她在Instagram上上传了幕后视频的一个片段，视频中两人比在正式录影带中亲吻了更久。查理·普斯说，他们“不得不亲五遍，在不同的角度和不同的光线下”，因为现场的工作人员一直在移动灯光，但是“因为梅根·特雷纳很会接吻，所以并未感到'尴尬'”。MTV新闻的克里斯蒂娜·加里波第将其列在她的“2015年度11大让人脸红的音乐录影带热吻”排行中的第二名。